# Marco Aurelio Juliano
Marco Aurelio Sabino Juliano (en latín, Marcus Aurelius Sabinus Iulianus; también conocido como Sabino Juliano, Juliano I o Juliano de Panonia, muerto 285-286) fue un usurpador romano entre 283-285 o 286 que se levantó contra el gobierno del emperador romano Carino o el de Maximiano. Es posible que hubiese hasta cuatro usurpadores con un nombre similar en una franja temporal de una década, pero al menos uno de ellos está constatado por evidencias numismáticas.

## Biografía
Juliano era un corrector del norte de Italia en 283/284, y no un prefecto del pretorio, como afirman algunas fuentes. Poco después de las noticias de la muerte del emperador Caro en 283 o de Numeriano en noviembre de 284, Juliano inició su rebelión en Panonia. Acuñó monedas desde Siscia, algunas de las cuales hacen referencia a Panonia. El emperador Carino, hermano de Numeriano, que marchó desde Britania para hacer frente a la rebelión, se encontró, derrotó y mató a Juliano a comienzos de 285, en Italia, posiblemente en Verona, o en Iliria.
Estos acontecimientos se reconstruyen a partir de la obra de Aurelio Víctor «Epitome De Caesaribus» y de la «Historia chronike» de Juan Antioqueno. Sin embargo, también existen informes de Sabino Juliano, quien también se rebeló contra Carino. A veces, los historiadores tienden a considerar que Juliano y Sabino Juliano son la misma persona, pero, sin embargo, lo más probable es que fueran diferentes.
Otro usurpador conocido simplemente como Juliano encabezó un levantamiento contra Carino en la provincia romana de África. Se ha propuesto que el procónsul Juliano de África, muerto por orden de Maximiano bajo acusaciones de traición, estuviese relacionado de algún modo con este usurpador.
Se menciona la existencia de un cuarto Juliano que se habría levantado en armas en la época en la que Maximiano recibió el título de Augusto, el 1 de marzo de 286, y en la que Constancio Cloro y Galerio se convirtieron en césares, el 1 de marzo de 293. La revuelta tuvo lugar en Italia pero terminó cuando, durante el asedio, se abrió una brecha en las murallas de la ciudad y él mismo se arrojó al fuego.